# Droga wojewódzka nr 968
Droga wojewódzka nr 968 (DW968) – droga wojewódzka o długości 43,9 km łącząca Lubień z Zabrzeżą, położona w województwie małopolskim. Przez większość trasy Droga Wojewódzka nr 968 przebiega przez powiat limanowski (od miejscowości Kasinka Mała do miejscowości Kamienica).

## Gminy i Powiaty leżące przy trasie DW968
Przebieg przez tereny gmin:
- Gmina Lubień (Początek drogi woj. nr 968 - węzeł z drogą ekspresową S7 (E77))
- Gmina Mszana Dolna (gmina wiejska) i Miasto Mszana Dolna (skrzyżowanie z drogą krajową nr 28 i zmiana kierunku trasy)
- Gmina Kamienica
- Gmina Łącko (skrzyżowanie z drogą wojewódzką nr 969 i koniec drogi woj. nr 968)

Miejscowość Lubień położona jest w Gminie o tej samej nazwie. Miejscowość Kasinka Mała położona jest w Gminie Wiejskiej Mszana Dolna. Miejscowość Mszana Dolna położona jest w gminie miejskiej Mszana Dolna. Miejscowości Mszana Górna i Lubomierz położone są w tej samej gminie co miejscowość Kasinka Mała. Miejscowości Szczawa i Kamienica położone są w gminie Kamienica. Miejscowość Zabrzeż położona jest w Gminie Łącko.
Przebieg przez tereny powiatów:
- Powiat Myślenicki (Gmina Lubień) S7 (E77)
- Powiat Limanowski (Gmina Mszana Dolna, Miasto Mszana Dolna, Gmina Kamienica) DK28
- Powiat Nowosądecki (Gmina Łącko) 969

## Miejscowości leżące przy trasie DW968
- Lubień S7 (E77)
- Kasinka Mała
- Mszana Dolna DK28
- Mszana Górna
- Lubomierz
- Szczawa
- Kamienica
- Zabrzeż DW969